# Ved Vesterport (vej)
Ved Vesterport er en gade i Indre By (København), som har sin oprindelse i forbindelse med flytningen af Københavns Hovedbanegård. Oprindeligt sluttede Gammel Kongevej ved Trommesalen, da området mod Hammerichsgade var optaget af den gamle banegård. Den nye Hovedbanegård, der blev taget i brug i 1911, åbnede for en ny vejforbindelse mod centrum.

## Navneændring og Betydning
I begyndelsen bar gaden fortsat navnet Gammel Kongevej, men i 1955 blev den omdøbt til Ved Vesterport, da den passerer tæt på Vesterport Station. Navnet kan virke misvisende, da det ikke henviser til den historiske Vesterport, som lå ved Rådhuspladsen.

## Markante Bygninger
En af de mest markante bygninger på gaden er Hotel Imperial, der blev opført i 1958. Hotellet er designet af arkitekterne Otto Frankild, Svend Aage Hansen og Jørgen Høj, og har siden sin opførelse været et kendt vartegn i området. I samme bygning åbnede Imperial-biografen i 1961. Biografen, der stadig eksisterer i dag, er Danmarks største og er kendt for sine store lærreder og avancerede lydsystemer.